# Język lunda
Język lunda – język z rodziny bantu, używany w Zambii, Angoli i Demokratycznej Republice Konga. W 2001 roku liczba mówiących wynosiła ok. 400 tys. Blisko spokrewniony z językiem bemba.